# Belägringen av Badajoz (1812)
Belägringen av Badajoz inträffade mellan den 16 mars och den 6 april 1812 då en anglo-portugisisk armé under earlen av Wellington (senare hertigen av Wellington) belägrade den spanska staden Badajoz och tvingade till slut den franska garnisonen att kapitulera. Belägringen var en av de blodigaste under spanska självständighetskriget och sågs av britterna som en kostsam seger. Cirka 3 000 britter och portugiser dödades i de hårda striderna då belägringen gick mot sitt slut.